# Montégut-Bourjac
Montégut-Bourjac é uma comuna francesa na região administrativa da Occitânia, no departamento do Alto Garona. Estende-se por uma área de 5.52 km², com 136 habitantes, segundo o censo de 2018, com uma densidade de 25 hab/km².